# テネシー・ウィリアムズ

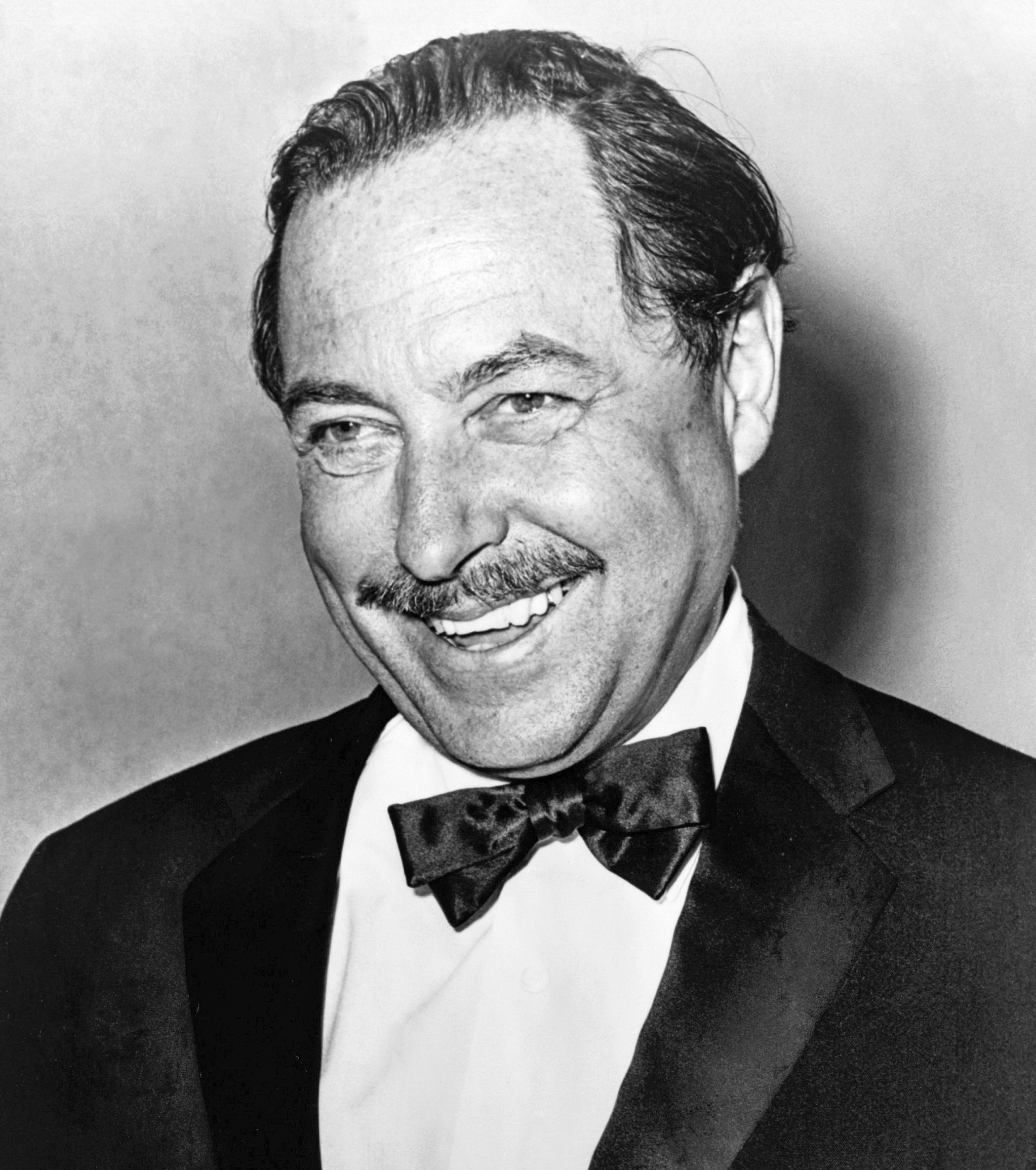
テネシー・ウィリアムズ（1965年）

テネシー・ウィリアムズ（Tennessee Williams, 1911年3月26日 - 1983年2月25日）は、アメリカ合衆国のミシシッピ州コロンバス生まれの劇作家。
本名はトマス・レイニア・ウィリアムズ（Thomas Lanier Williams）。愛称の「テネシー」はその南部訛りからセントルイスでの学友に付けられた。ルイジアナ州ニューオーリンズのフレンチ・クオーターで長年暮らした。

## 略歴
牧師の祖父、音楽教師の祖母、両親、姉弟とともに祖父の牧師館で育つ。靴のセールスマンをしていた父親は留守が多く、粗野で暴力的、酒と賭博が好きで、病気がちでひ弱なテネシーに失望していた。両親は夫婦仲が悪く、喧嘩が絶えなかった。2歳違いの姉とは大の仲良しで、双子と間違われるほどだった。母親は神経質でヒステリックな人だったが、優しい黒人の乳母がいて、毎夜いろいろなおとぎ話を聞かせてくれていた。
8歳のときに、父親の仕事の関係でミズーリ州セントルイスに引っ越し、特権階級だった南部の穏やかな暮らしから、工業都市のアパート暮らしに一変した。新しい環境になかなかなじめず、友人もなく、家で過ごす日々が続いた。この異なる環境の変化とそれに苦悶する人々は、テネシーの作品によく現れるモチーフである。
ウィリアムズの家庭には問題が多かった。彼の姉ローズは恐らく彼に対する最も大きな影響を与えた。彼女は精神障害で精神病院の中で生涯のほとんどを過ごし、両親は結局彼女に対するロボトミー手術を許可した。ウィリアムズはこのことで両親を許さなかったし、愛する姉を救えなかった自分自身の罪の意識にも苦しんだ。彼の作品の登場人物はしばしば家族に対する直接の抗議であると見られる。
ゲイだったことで知られている。秘書のフランク・マーロ (Frank Marlo) との関係は、出会った1947年から1963年の癌によるマーロの死まで続いた。1979年の1月に、ヘイトクライムの犠牲者としてフロリダ州キー・ウェストで5人の10代の少年によって殴打された。
晩年は死や孤独に対する恐怖からアルコールやドラッグが手放せない生活になり、1983年、ニューヨークのホテルで目薬か点鼻薬のキャップを喉に詰まらせ窒息死した。しかし弟デーキン・ウィリアムズなど幾人かは、それが殺害だと信じている。

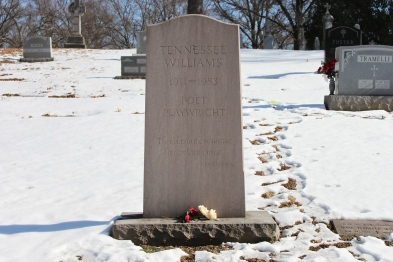
テネシー・ウィリアムズの墓石

死後、遺体はハート・クレインが亡くなったカリブ海に散骨してほしい、という趣旨の遺書が発見されたが、弟デーキンにより1980年に死去した母エドウィナが眠るセントルイスのカルヴァリー墓地に埋葬された。墓石には、代表作の一つ『カミノ・レアル』の一節「The violets in the mountains have broken the rocks.」が刻まれている。後に1996年に死去した姉のローズ、2008年に死去した弟デーキンも同じ墓地に埋葬された（1957年に死去した父コーネリアスのみ、テネシー州ノックスビルの墓地に埋葬されている）。

### 演劇人として
『欲望という名の電車』のブランチ・デュボワ、『ガラスの動物園』のローラ・ウィングフィールドは姉のローズ、アマンダ・ウィングフィールドは、母エドウィナがモデルであるとされる。また『去年の夏 突然に』のセバスチャン、『ガラスの動物園』のトム・ウィングフィールドを含めて、登場するキャラクターの多くは自叙伝的である。
1948年には『欲望という名の電車』で、1955年には『熱いトタン屋根の猫』でピューリツァー賞を受賞している。
1956年にニューヨークの路上で三島由紀夫と出会って以来親交をもち、数回来日している。ウィリアムズの死後発表された戯曲の一つで、画家ジャクソン・ポロックの死をきっかけに書かれた『男が死ぬ日』（The Day on Which a Man Dies）は三島に捧げられ、1957年に英訳出版された「近代能楽集」（Modern Noh Plays）に倣って「西洋能」（An Occidental Noh Play）という副題がつけられた。

## 主な作品
約60の戯曲と2冊の詩集を出版している。
- ガラスの動物園（The Glass Menagerie 1945年）
- 欲望という名の電車（A Streetcar Named Desire 1947年）
- 夏と煙（Summer and Smoke 1948年）
- カミノ・レアル（Camino Real 1953年）
- 薔薇の刺青（The Rose Tattoo 1955年）
- 熱いトタン屋根の猫（Cat On a Hot Tin Roof 1955年）
- ベビイ・ドール（Baby Doll 1956年）
- 地獄のオルフェウス（Orpheus Descending 1957年）
- 青春の甘き小鳥（Sweet Bird of Youth 1959年）
- 去年の夏 突然に（Suddenly, Last Summer 1959年）
- イグアナの夜（The Night of the Iguana 1961年）
- ストーン夫人のローマの春（The Roman Spring of Mrs. Stone 1961年）
- 牛乳列車はもうここには止まらない（The Milk Train Doesn't Stop Here Anymore 1963年）
- 風変わりなナイチンゲール（The Eccentricities of a Nightingale 1964年／『夏と煙』の改作）
- 東京のホテルのバーにて（In the Bar of a Tokyo Hotel 1969年）
- 二人だけの芝居（The Two-character Play 1973年）
- 叫び（Out Cry 1973年／『二人だけの芝居』の改作）
- 夏ホテルの装い（Clothes for a Summer Hotel 1980年）
- トリゴーリンの手帖（The Notebook of Trigorin 1980年／チェーホフ作『かもめ』の自由翻案）

## 受賞歴

### アカデミー賞
ノミネート
1952年 アカデミー脚色賞:『欲望という名の電車』
1957年 アカデミー脚色賞:『ベビイ・ドール』

## 日本語訳
- ガラスの動物園（小田島雄志訳 新潮文庫）ISBN 978-4102109076 - 旧訳は田島博訳
- ガラスの動物園（松岡和子訳 劇書房）ISBN 978-4875745570
- 欲望という名の電車（小田島雄志訳 新潮文庫）ISBN 978-4102109069 - 旧訳は田島博、山下修訳
- 欲望という名の電車（小田島恒志訳 慧文社）ISBN 978-4905849308
- やけたトタン屋根の上の猫（小田島雄志訳 新潮文庫）- 旧訳は田島博訳
- しらみとり夫人／財産没収／風変りなロマンス／ロング・グッドバイ／バーサよりよろしく／話してくれ、雨のように……／東京のホテルのバーにて（鳴海四郎、倉橋健訳 ハヤカワ演劇文庫） ISBN 978-4151400063
- 地獄のオルフェウス（広田敦郎訳 ハヤカワ演劇文庫） ISBN 978-4151400353
- テネシー・ウィリアムズ戯曲選集（鳴海四郎ほか訳 早川書房）- 旧訳版
  - 1 欲望という名の電車、夏と煙
  - 2 ガラスの動物園、地獄のオルフェウス
- テネシー・ウィリアムズ一幕劇集（鳴海四郎ほか訳 早川書房）- 旧訳版
- 西洋能 男が死ぬ日／緑の目／パレード（広田敦郎訳 而立書房） ISBN 978-4880594149
- トリゴーリンの手帳（古木圭子訳 ふくろう出版） ISBN 978-4795283275
- テネシー・ウィリアムズ小説集（全6巻、白水社）
  - 1 夜のドン・キホーテ（西田実訳）
  - 2 死に憑かれた八人の女（須山静夫訳）
  - 3 ハード・キャンディ（寺門泰彦訳）
  - 4 ストーン夫人のローマの春（斎藤偕子訳）
  - 5 呪い（志村正雄、河野一郎訳）（One Arm 1954年）
  - 6 モイーズ（鳴海四郎訳）
- テネシー・ウィリアムズ回想録（鳴海四郎訳 白水社） ISBN 978-4560046739

## 評伝
- 『テネシー・ウィリアムズ評伝』 デイキン・ウィリアムズ／シェパード・ミード（奥村透訳、山口書店、1988年）
- 『失われし友情　カポーティ、ウィリアムズ、そして私』 ドナルド・ウィンダム（川本三郎訳、早川書房、1994年）
- 『テネシー・ウィリアムズ 最後のドラマ』 ブルース・スミス（鳴海四郎訳、白水社、1995年）
- 『テネシー・ウィリアムズ がけっぷちの人生』 ロナルド・ヘイマン（平野和子訳、平凡社〈20世紀メモリアル〉、1995年）
- 『テネシー・ウィリアムズの光と闇』 ドナルド・スポトー（土井仁訳、英宝社、2000年）
- 「Tennessee Williams: Mad Pilgrimage of the Flesh」John Lahr、W W Norton & Co Inc, 2014